# Kanton Nevers-4
Der Kanton Nevers-4 ist seit 2015 ein französischer Wahlkreis im Arrondissement Nevers im Département Nièvre und in der Region Bourgogne-Franche-Comté.
Der Kanton besteht aus einem Teil der Stadt Nevers mit insgesamt 10.302 Einwohnern (Stand: 1. Januar 2022):